# MIM-23 Hawk
MIM-23 Hawk (укр. «Гок») — це американський зенітний ракетний комплекс середнього радіусу дії. Прийнятий на озброєння армії США у 1959.
Спроєктований як мобільніший відповідник MIM-14 Nike Hercules, поступившись далекобійністю за значно менші розміри і вагу. Порівняно менша ефективність була значно підвищена у порівнянні з Nike завдяки застосуванню нових радарів і системи напівактивного радарного самонаведення безперервної хвилі.
У 1971 провели програму ґрунтовного покращення, яка включала кілька покращень для зенітної керованої ракети, що включало заміну всіх РЛС на нові моделі. Покращення тривали наступні двадцять років, зокрема додали покращений радіоелектронний захист, можливість наводитись на глушилки, а в 1995 додано нову боєголовку, яка уможливила боротьбу проти тактичних ракет ближньої дії.

## Історія
У 1953 році на озброєння армії США був прийнятий зенітно-ракетний комплекс MIM-3 Nike Ajax, що став першим масовим ЗРК у світі. Цей комплекс був призначений для ураження дозвукових бомбардувальників, які летять на великих висотах, а також мав дуже обмежену мобільність і фактично використовувався як стаціонарний — для прикриття великих міст, військових баз і аеродромів. У доповнення до нього був потрібен зенітно-ракетний комплекс, здатний атакувати цілі, що рухаються на надзвуковій швидкості на малих висотах, і мати вищу мобільність. Однією з причин розробки комплексу стала необхідність боротьби з радянськими реактивними винищувачами МіГ-15, з якими американські військові зіткнулися під час Корейської війни.
Проєктні роботи зі створення нового комплексу, який спочатку отримав назву SAM-A-18, були розпочаті у 1952 році. У червні 1954 року було укладено контракти на повномасштабну розробку з фірмами Northrop (радар, системи управління та пускова установка) і Raytheon (відповідала за розробку ракети, також до робіт було залучено ракетний відділ арсеналу Редстоун армії США). Під час розробки комплексу було застосовано низку оригінальних, раніше не використаних технічних рішень, таких як радіолокаційна напівактивна головка самонаведення ракети.
Перший експериментальний зразок ракети ХМ-3 був виготовлений влітку 1955 року, а в серпні того ж року на полігоні Вайт-Сендс провели перший випробувальний кидковий пуск. 22 червня 1956 року вперше було здійснено успішне перехоплення повітряної цілі, якою виступив безпілотний реактивний винищувач-мішень QF-80, що летів на висоті 3300 м. Випробування проводилися з високим темпом: у 1956 році здійснили 21 пуск, у 1957 — 27 пусків, а в 1958 — 48 пусків. Під час випробувань було продемонстровано здатність комплексу перехоплювати низьковисотні цілі (один із літаків-мішеней QF-80 був збитий на висоті менше 30 м), а також надзвукові цілі (була уражена мішень XQ-5, що летіла зі швидкістю М=2 на висоті 10,7 км). Розглядалася можливість оснащення ракет Hawk ядерними бойовими частинами для боротьби з бомбардувальниками, які несуть ядерну зброю, але після випробування прототипу з інертною бойовою частиною від цього проєкту вирішили відмовитися. Перший повністю укомплектований прототип комплексу Hawk був зібраний у липні 1957 року, а в листопаді того ж року було розміщено перше замовлення вартістю $41 млн на постачання 10 батарей і 176 ракет.
У березні 1959 року було ухвалено рішення про використання комплексу для виконання завдань військової ППО, що вимагало його доопрацювання в частині забезпечення більшої мобільності, авіатранспортабельності, здатності працювати у складних природно-кліматичних умовах. У серпні 1959 року Hawk був прийнятий на озброєння армії США (перша батарея була розміщена на військовій базі Форт Блісс), а наступного року — на озброєння Корпусу морської піхоти США. Hawk став першим у світі мобільним зенітно-ракетним комплексом, що вигідно вирізняло його серед менш мобільних радянських комплексів С-75 і С-125.

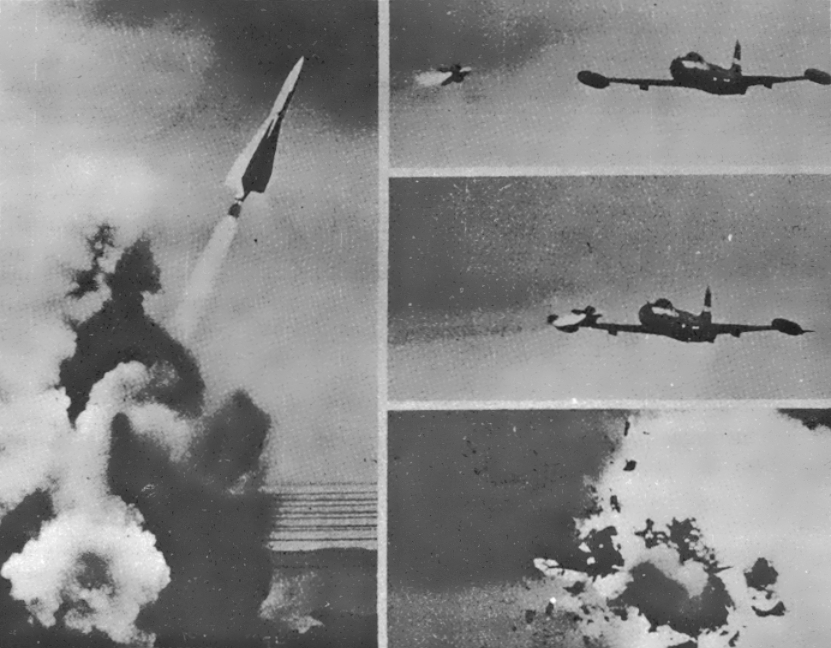
Hawk під час випробувань збиває літак-мішень QT-33, 1958 рік
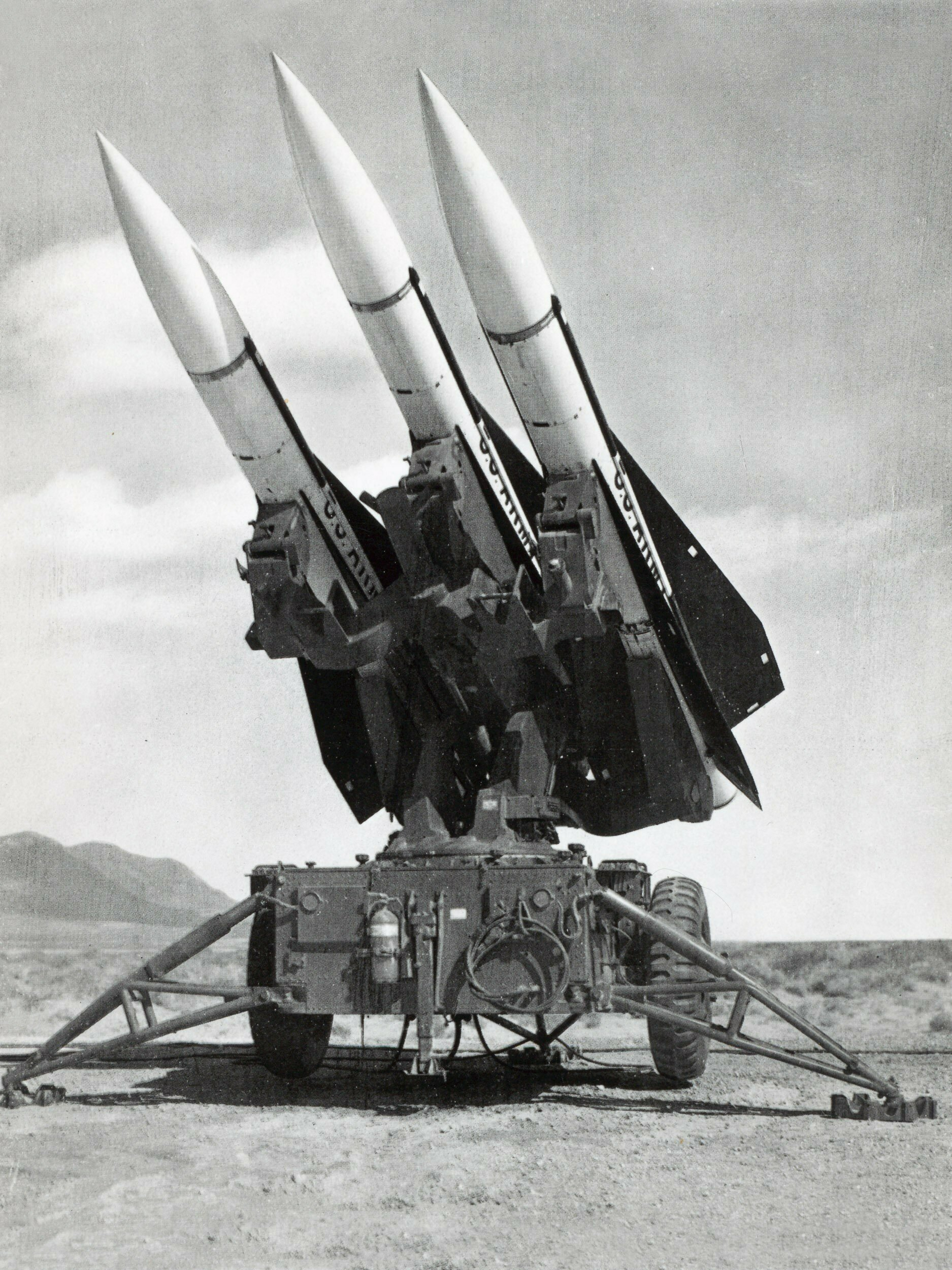
Оригінальна версія ЗРК MIM-23A, пізніше відома як Basic Hawk

## Варіанти та модифікації

### Фаза I / Phase I
Включала заміну CWAR радара безперервного хвильового спостереження (Continuous Wave Acquisition Radar) на покращений ICWAR AN/MPQ-55 та модернізацію AN/MPQ-50 PAR до покращеної версії IPAR (було додано цифровий індикатор рухомих цілей, MTI).
Ця модифікація впроваджувалася з 1979 по 1981 рр.

### Фаза II / Phase II
Розроблено 1978 року та впроваджено між 1983 та 1986 рр. Було модернізовано AN/MPQ-46 HPI до стандарту AN/MPQ-5 з заміною електронної компонентної бази на твердотільну. Також було додано допоміжну оптичну систему спостереження (TAS).

### Фаза III / Phase III
Розробку було розпочато 1983 року, до армії США система надійшла 1989 року.
Модифікація стала значною модернізацією системи, що оновила комп'ютерне обладнання та програмне забезпечення більшості її компонентів. Також було впроваджено новий радар безперервного хвильового спостереження AN/MPQ-62, додано можливість виявлення цілі під час одного сканування та оновлено HPI до стандарту AN/MPQ-61 шляхом додавання системи одночасного ураження Hawk на низькій висоті (LASHE). LASHE дозволяє протидіяти груповим атакам шляхом одночасного перехоплення кількох цілей низького рівня.
Типова батарея Phase III HAWK включає в себе один радар відстеження імпульсів (PAR, AN/MPQ-50), один радар безперервного хвильового спостереження (CWAR, AN/MPQ-62), два радари висвітлення високої потужності (HIPIR, AN/PQ-61), один центр розподілення вогню (FDC), один передатчик-приймач «свій-чужий» (IFF), шість цифрових пускових (DLN) з 18 ракетами.

### Hawk Missile Restore Reliability (MRR)
Програма відновлення надійності ракети Hawk (MRR)
Це була програма, що тривала з 1982 по 1984 рік і мала на меті підвищити надійність ракети.

### Hawk ECCM
Програма, що проводилася паралельно з програмою MRR, передбачала розробку засобів протидії радіоелектронним перешкодам для конкретних загроз, ймовірно, сучасних радянських станцій РЕБ, таких як СПС-141, які встановлювалися на Су-22 і виявилися помірно ефективними під час Ірано-іракської війни. Модифікації MIM-23C і MIM-23E включають ці вдосконалення.

### Low clutter enhancements
Поліпшення для умов із високим рівнем завад. Модернізація ракети до версії MIM-23G, яка дозволяє ефективно уражати низьколітні цілі в умовах складного фону (високого рівня перешкод). Вперше ці вдосконалення були розгорнуті у 1990 році.

### Hawk missile ILM (Improved Lethality Modification)
Модифікація ракети Hawk для підвищення летальності. З метою підвищення ефективності бойової частини ракети проти балістичних ракет її було перероблено для створення меншої кількості, але більших уламків — кожен масою приблизно 35 грамів, аналогічно з масою набою калібру 12,7 мм.

### Hawk mobility and TMD upgrades
Покращення мобільності та протиракетної оборони (TMD) системи Hawk. Програма підвищення живучості та мобільності системи Hawk була розроблена після досвіду війни в Перській затоці 1990 року. Метою програми було зменшення кількості допоміжних машин на батарею та підвищення живучості. Модернізація пускової установки дозволяє транспортувати ракети безпосередньо на ній, а також замінити вакуумні лампи на одноплатний комп'ютер. Система визначення північного напрямку прискорює орієнтацію та наведення пускової установки. Польовий дріт замінює важкі кабелі та дозволяє збільшити розосередження машин батареї з 110 метрів до 2 кілометрів. Ці вдосконалення були впроваджені Корпусом морської піхоти США з початку 1995 до вересня 1996 року.

### Фаза IV / Phase IV
Оскільки і Армія, і Морська піхота США відмовилися від системи Hawk, Фаза IV так і не була завершена. Планувалося включити:
- Високомобільний радар безперервної хвилі для виявлення малих БпЛА.
- Новий радар супроводу цілей.
- Приманки для ракет з головками самонаведення на джерело випромінювання.
- Удосконалений ракетний двигун.
- Модернізований електрооптичний трекер.
- Покращену систему командування і управління.
- Вдосконалення протиракетної оборони.

### HAWK XXI / HAWK-AMRAAM
Модифікацію, що має можливість використання двох видів ракет, було розроблено компаніями Kongsberg та Raytheon було прийнято на озброєння 1996 року. За рахунок використання системи ППО HAWK та ракет середнього радіусу дії AMRAAM, система може використовуватися одночасно проти широкого кола загроз. Найкраще підходить для ураження середньовисотних загроз, включаючи літаки, крилаті ракети, а також в умовах насичених рейдів та комплексних заходів протидії.

## Бойове застосування

### Російське вторгнення в Україну (з 2022)
Отримані Україною комплекси показали високу ефективність проти російських крилатих ракет і дронів-камікадзе Shahed-131/136. У липні 2024 року в командуванні Повітряних сил ЗСУ розповіли про підрозділ, який збив 40 БПЛА, 13 ракет Х-59 і одну ракету «Калібр».

## Оператори

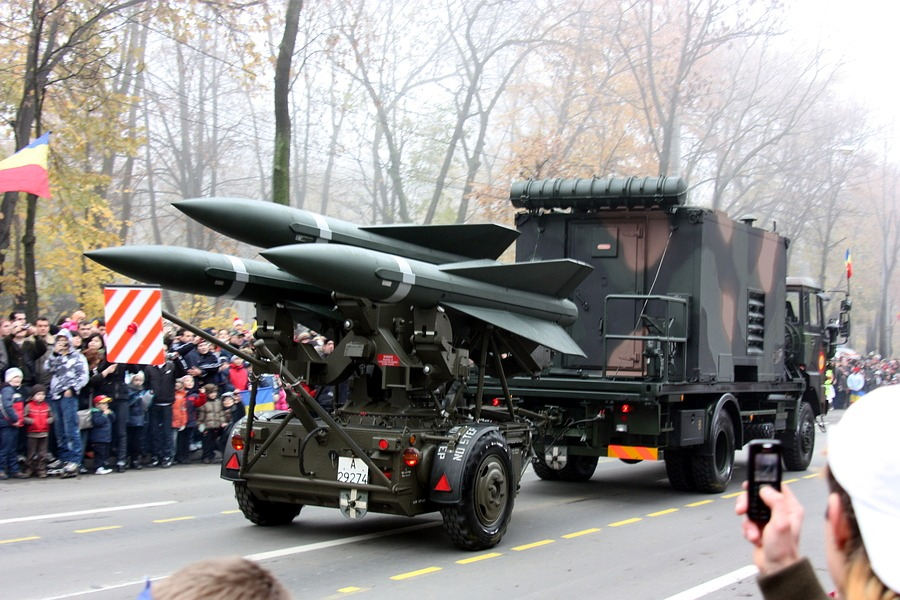
Вантажівка тягне Hawk SAM на параді біля Триумфальної арки в Бухаресті. Румунія, 1 грудня 2008

### Поточні оператори

#### Фаза I
- Бахрейн
- Єгипет
- Греція
- Іран виробляв на місці під назвою Mersad[en]
- Японія
- Кувейт
- Саудівська Аравія
- Сінгапур
- Іспанія
- Швеція
- Республіка Китай (Тайвань) — будуть замінені на Sky Bow 3[10]
- Об'єднані Арабські Емірати

#### Фаза II
Ці країни втілили покращення фази I і фази II.
- Греція

#### Фаза III
- Єгипет — 25 лютого 2014, замовив 186 нових ракетних моторів.[11]
- Греція
- Ізраїль — будуть замінені на Пращу Давида.[12]
- Йорданія — 25 лютого 2014, замовила 114 нових ракетних моторів.[11]
- Марокко
- Румунія[13] (колишні данські системи)
- Саудівська Аравія
- Сінгапур
- Іспанія
- Швеція
- Республіка Китай (Тайвань) — будуть замінені на Sky Bow 3.[10]
- Об'єднані Арабські Емірати
- Україна — шість пускових установок було передано Іспанією.[14][15] У межах пакету військової допомоги, оголошеного США 4 листопада 2022 року, було виділено кошти на модернізацію ракет HAWK для їхнього включення до майбутньої допомоги.[16][17]

#### Hawk XXI
- Туреччина[18] розгорнуті в Сирії та Лівії у 2020[19][20]
- Ірак

### Колишні оператори

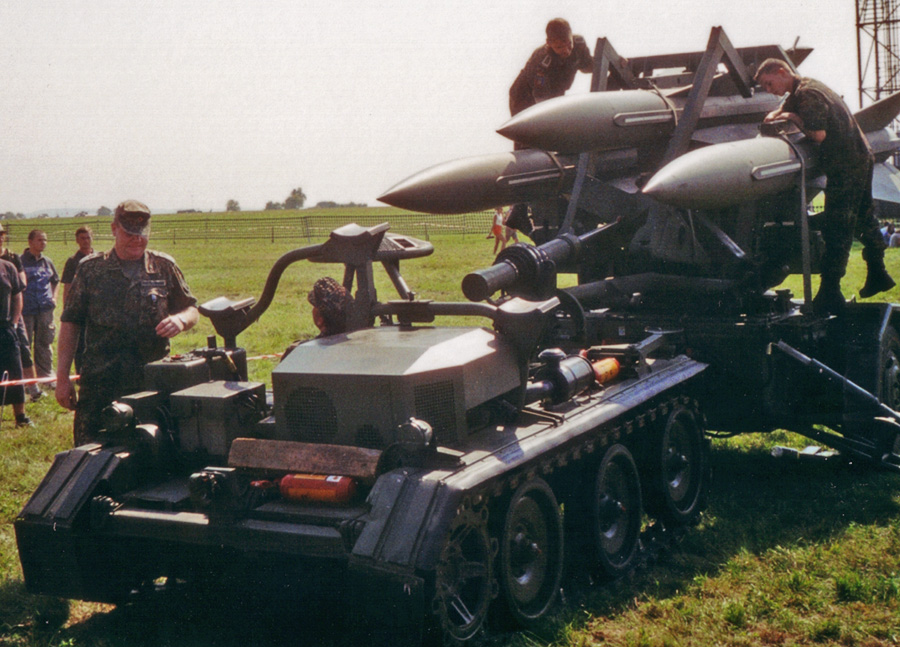
Система Hawk на службі ПС Німеччини перед тим як її зняли з озброєння

#### Фаза I
- США (зняті з озброєння)
- Норвегія (зняті з озброєння в 1998)
- Німеччина (зняті з озброєння в 2005)
- Франція (зняті з озброєння в 2012[21])
- Італія (зняті з озброєння в 2011)

#### Фаза II
- Бельгія (зняті з озброєння в 2004)
- Норвегія (зняті з озброєння)
- Франція (зняті з озброєння)
- Німеччина (зняті з озброєння в 2005)
- Італія (зняті з озброєння в 2011)
- США (зняті з озброєння)

#### Фаза III
- Нідерланди (зняті з озброєння в 2004)
- Франція (зняті з озброєння)
- Німеччина (зняті з озброєння в 2005)
- США (зняті з озброєння)
- Південна Корея — 8 батарей (зняті з озброєння, замінені на ЗРК Cheolmae-2)